# Phoeniciloricus
Phoeniciloricus är ett släkte av korsettdjur. Phoeniciloricus ingår i familjen Nanaloricidae, ordningen Nanaloricida, fylumet korsettdjur och riket djur.
Släktet innehåller bara arten Phoeniciloricus implidigitatus.